# Tilen Debelak
Tilen Debelak, slovenski alpski smučar, * 31. maj 1991, Slovenija.
Debelak je v svetovnem pokalu debitiral 1. decembra 2012 na superveleslalomu v Beaver Creeku, kjer je zasedel 51. mesto. Prva uvrstitev med dobitnike točk svetovnega pokala mu je uspela 13. januarja 2017, ko je na kombinaciji v Wengnu osvojil 26. mesto. 